# 巴宰-噶哈巫族泛靈信仰
巴宰族人自清代起大多信仰基督教，少數人信奉漢人的道教，但可以從過年祭儀或喪葬儀禮可窺探先前原始宗教觀與儀禮習慣。

## 生靈與死靈[1]
巴宰族人與多數原住民族宗教觀觀念相同，將靈魂分為生靈(liηu)與死靈(lama)。
1. 生靈(liηu)：住在人的頭上，由人生下來，同時由上帝(abaouaw)賦予主宰人的生命之權利。
2. 死靈(lama)：可分為善死(liakapuliaxaot)與惡死(satsixpulixat)兩類。

　　　善死者的靈魂會由祖靈接引到安靜快樂的靈鄉(puηu  radea  a lama)；惡死者的靈魂只能徘徊在部落外的荒野變成鬼魂(daxadaxe)，傳說人在野外受傷或跌倒、生病等不幸災難都是惡靈作祟的結果。

## 目前可知其他神祉[1]
管理宇宙的神:samian
上界的神明:
1. bpa babaw                    最高神上帝
2. apu dadawaη                番神
3. apu mas                        水神
4. apu kei tamul                露水神
5. apu kaiteh                     火神、巫祖之神
6. piliarai apu uana kai si  始祖神

下界的靈鬼或凶煞:
1. tabalaluan                     雨靈、山魈
2. tehusadaiu                    妖異
3. limulimu                        凶煞

不知名的鬼魂:
1. daxedaxe                      普通的未知鬼魂
2. maxa daxedaxe            做過黑巫術的惡靈

## 巫術(katuxu)[1]
巴宰族在中部平埔族群中，自古以巫術聞名，巴宰族的巫師並非全為女性，而是男女皆有，但依然以女性占多數，據說因巫術普及，當時的土官、通事、甲頭若不學習巫術就不足以管理原住民族，尤其以制服作黑巫術的罪犯。

## 善良法術(liaka katuxu)[1]
善良目的、驅邪醫病的好巫術
1. 巫醫咒語: musabox，sikalina(趕鬼)musabox(除晦)因為巴宰族人認為生病多半是因鬼魂作祟或被人放咒，因此生病時會請巫醫到家裡趕鬼驅邪，巫醫通常會重複多遍的手持艾草向患者拂揮並口念咒語，有時會使用藥草敷在患處或給患者口服；若為止血、化骨、醫頭痛等小巫醫術咒"danadadali,anaiseu,danisen gazagatsi heksipi"唸即生效，許多耆老也會念此為人治病。
2. iaxel(致愛術):求術者用樹葉口念咒語並吐口水在樹葉上，放在所愛之人會經過的路上，只要走到樹葉三公尺範圍內，即可咒效；若夫妻不和，將咒語施在失愛者衣服上，即可使另一半幡然回改。
3. saapahouia(催生術):通常為女巫施此咒，女巫先讓孕婦服下草藥，並手持樹枝在孕婦肚子上揮動，令嬰兒產下。
4. kidaameη dameη(致獸術)用此咒可將鹿、山羊等趕出來，他們會依照路線自己走入陷阱中，或跑步變慢容易被槍刺中。
5. 伏蛇咒:只要在路上或打獵前念此咒，蛇看到人就不會動，也不會來咬人。
6. maxa umda palax (找尋失物)用兩瓢壺相疊，巫師念咒後，開始呼喚嫌疑人，兩瓢壺疊起來理應無法放穩，但若念到小偷的名字時，兩瓢壺會平穩不動；另一種方式是看水影，同樣是在巫師施咒後，小偷的影子或東西不見放置的位置會出現在倒影中。
7. pasabox或babadahiaxaη(解巫術咒)巴宰族人相信突然生病或是頭痛是被人下咒，因此要找到放咒的巫師或法力更強的巫師，才能把原本咒語解除或克制，但要解除法術者需要知道原先的被下咒的法術種類，才能開始解咒法術。
8. mahaohu(降靈術)女巫持靈刀(Daoyen)念咒作法，不久就會有靈魂降靈在他身上，即可面壁幻視(makita-paliny)，說出她見到的場景。
9. marawaru kawas(祈天術)久旱祈雨，或久雨不停祈禱晴天的法術，是集體施作的法術，但早已亡佚。

輕易的巫術如止血術、伏蛇術部落耆老，不分男女皆能施作，較難的巫術只有曾拜師學習並經常修練的人才能施咒。

## 邪惡法術(satsiax katuxu)[1]
放咒使人致病或不法行為的巫術，例如有使人脫髮、樣貌醜陋、生病或不孕的邪惡法術
1. maxahaxaη(夜行法術):巫術中較高級的法術，施咒者可以在夜間飛行於空中到遠方竊取財物，愛蘭耆老傳說夜間似流星的綠色火球來往，就是有巫師在夜間施此咒，據說此時施此法的巫師會把自己眼睛拿下，換上貓眼就可以看見他在夜間想偷的東西，甚至是小孩的靈魂。

多做邪惡法術的巫師會使自己紅眼怪相、早死、絕子絕孫，通常稱為daxedaxe(巫婆鬼)，也無人敢接近。

## 巫術學習[1]
學習巫術男女皆可，但不可傳給自己子嗣，因此巫師教巫術都得易子而教，學巫術咒語時先要用飯、酒向巫祖(apu kaiteh)作祭，並將酒，飯用右手手指彈出三次祭告後，方可學咒語，每一種法術要用不同咒語。
1. 1 2 3 4 5 6 7  衛惠林. . 中央研究院民族研究所. 中華民國七十年, (專刊二十七): 121-124.